# Arkys dilatatus
Arkys dilatatus là một loài nhện trong họ Araneidae.
Loài này thuộc chi Arkys. Arkys dilatatus được miêu tả năm 1978 bởi Balogh.